# Fire (canção de U2)
"Fire" é uma canção da banda irlandesa U2. É a quinta faixa e primeiro single do álbum October de 1981, sendo lançada em 1 de junho de 1981.
A canção foi também lançada como b-side na versão japonesa do single "A Celebration" de 1982 e como uma versão ao vivo no single "New Year's Day" de 1983.

## Faixas
| N.º | Título      | Duração |  |
| 1.  | "Fire"      | 3:48    |  |
| 2.  | "J. Swallo" | 2:18    |  |

## Paradas e posições
| País (1981)           | Melhor posição |
| --------------------- | -------------- |
| Irlanda Singles Chart | 4              |
| UK Singles Chart      | 35             |